# 笠山

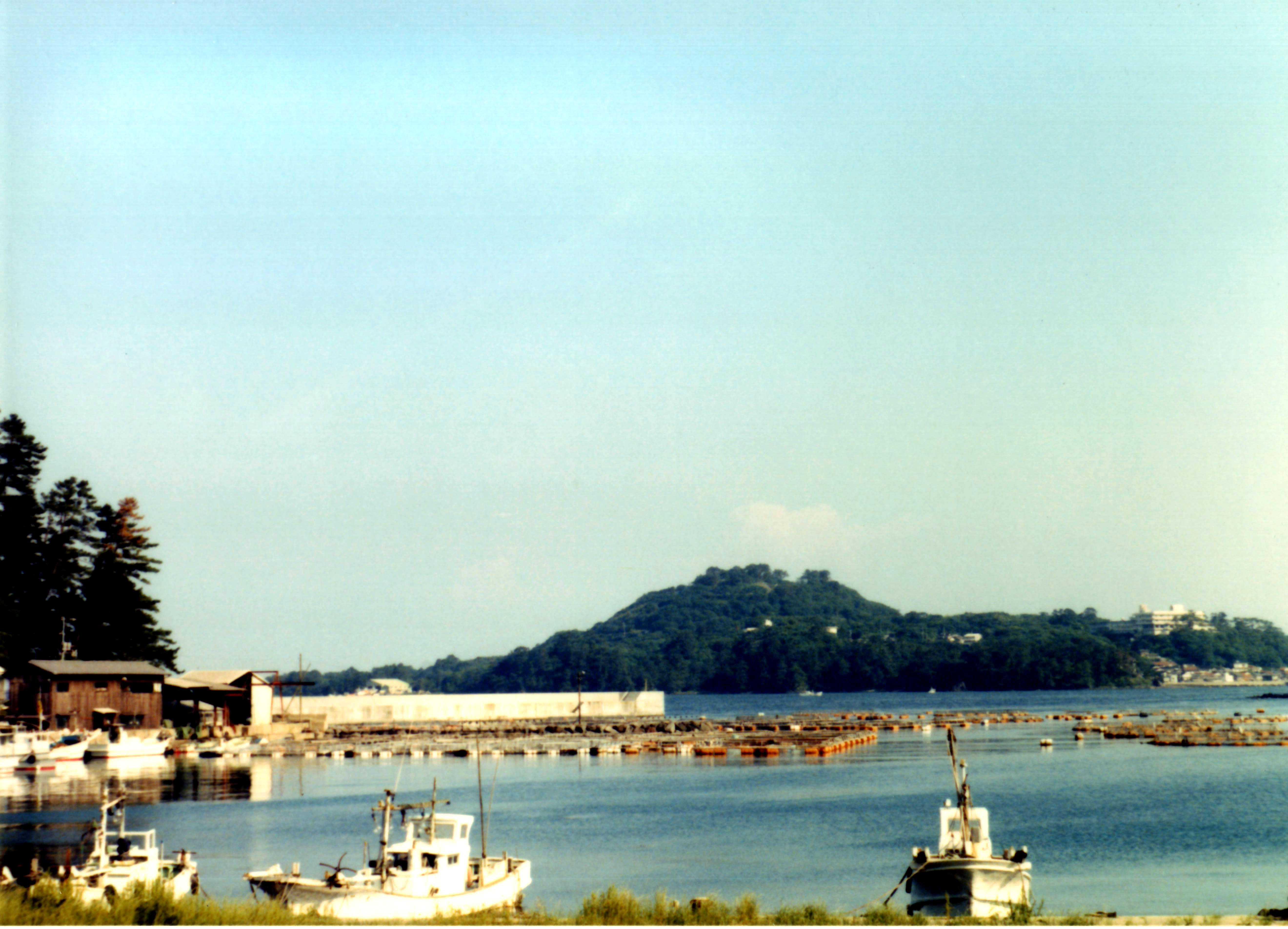
笠山

笠山（かさやま）是位于日本山口縣萩市的一座標高112米的火山。是世界最小的火山。

## 關聯條目
- 萩市

## 外部連結
- 国土地理院 地図閲覧システム 2万5千分1地形図名：越ヶ浜（南西） （页面存档备份，存于）